# Tatiana mymaroides
Tatiana mymaroides (лат.) — вид мелких хальциноидных наездников рода Tatiana из семейства Eulophidae. Австралия (Западная Австралия).

## Описание
Мелкие наездники, длина самок от 0,8 до 1,0 мм. Мезосома в основном коричневая с медно-зелёным блеском. Голова и брюшка коричневые. Брюшко узкое, длинное, ланцетовидное, в 1,6 раза длиннее головы вместе с грудью. Усики с 3-члениковой булавой, следующие сегменты дифференцированы на 1 аннелюс и 3-члениковый жгутик. Проподеум гладкий и блестящий. Передние крылья в 2,3 — 2,5 длиннее своей ширины. Усики располагаются очень низко, около края клипеуса.

## Систематика и этимология
Вид Tatiana mymaroides был впервые описан в 2005 году австралийскими энтомологами Ил-Квон Кимом и Джоном Ла Салле (Il-Kwon Kim & John La Salle; CSIRO Entomology, Канберра, Австралия). Таксон Tatiana mymaroides включён в состав трибы Boucekelimini вместе с видом Boucekelimus elongatus Kim & La Salle, 2005. Систематическое положение Tatiana и Boucekelimini в составе семейства Eulophidae остаётся неопределённым. Родовое название Tatiana дано в честь Татьяны Боучек (Tatiana (Tania) Bouček), многолетнего помощника и супруги крупного британского гименоптеролога чешского происхождения Зденека Боучека (Zdenĕk Bouček, Ph.D., 1924—2011).